# Ico
Ico (イコ, Iko; [ˈiːkoʊ]) estilizado como ICO, é um jogo eletrônico de quebra-cabeças de plataforma e de ação-aventura publicado pela Sony Computer Entertainment, lançado para o console PlayStation 2 em 2001 e 2002 em várias regiões. Ele foi criado e dirigido por Fumito Ueda, que queria criar um jogo minimalista com o conceito de "garoto conhece garota". Originalmente planejado para ser lançado para o PlayStation, o desenvolvimento de Ico durou cerca de quatro anos. O time de desenvolvimento usou um "design de subtração" para reduzir os elementos de jogabilidade que interferiam com a ambientação e a história do jogo para criar um alto nível de imersão.
O protagonista do jogo é um menino chamado Ico que nasceu com chifres, e por isso é considerado um mau presságio por sua aldeia. Por isso, os guerreiros o aprisionaram em uma fortaleza abandonada. Durante as suas explorações pela fortaleza, Ico encontra Yorda, a filha da Rainha do castelo. A Rainha planeja usar o corpo de Yorda para estender o seu tempo de vida. Ao descobrir isso, Ico tenta fugir do castelo com Yorda, mantendo-a segura enquanto a protege das criaturas-sombra que tentam pegá-la de volta. Ao longo do jogo, o jogador controla Ico enquanto explora o castelo, resolve enigmas e ajuda Yorda a atravessar obstáculos para prosseguir.
Ico introduziu vários elementos técnicos e de design à indústria de jogos eletrônicos, incluindo uma história contada com o mínimo de diálogo, animação com bloom e key frame, que influenciaram outros jogos subsequentes. Embora não seja um sucesso comercial, o jogo foi aclamado pela crítica por seus elementos de arte e história e recebeu vários prêmios, incluindo as indicações de "Jogo do Ano" e três Game Developers Choice Awards. Ico é desde então listado entre os primeiros colocados em várias listas dos melhores jogos eletrônicos, e é muitas vezes considerado uma obra de arte. Ele foi relançado na Europa em 2006, em conjunto com o lançamento de Shadow of the Colossus, o sucessor espiritual de Ico.

## Jogabilidade

Ico (à direita) chama a Yorda (à esquerda) enquanto ela espera no castelo em ruínas. Os gráficos do jogo apresentam técnicas de luz suave que influenciaram os gráficos dos jogos há anos.

Ico é basicamente um jogo de plataforma tridimensional. O jogador controla Ico de uma perspectiva em terceira pessoa enquanto ele explora o castelo e tenta escapar com Yorda. A câmera permanece em um ponto fixo em cada sala ou área mas segue Ico ou Yorda quando os mesmos se movem; o jogador também pode mover a câmera em outras direções para observar melhor o ambiente. O jogo inclui vários elementos de jogos de plataforma; por exemplo, o jogador deve fazer com que Ico pule, escale, empurre e puxe objetos, além de executar outros atos, como solucionar enigmas para progredir pelo castelo. Estas ações são dificultadas pelo fato de que somente Ico pode realizar essas ações; Yorda só consegue saltar a pequenas distâncias e é incapaz de escalar grandes alturas. Assim, o jogador deve usar Ico para que ele ajude Yorda a atravessar obstáculos, como levantá-la para uma plataforma mais alta, ou organizar o ambiente para permitir que Yorda atravesse uma fenda maior. O jogador pode dizer a Yorda para seguir Ico, ou que ela o espere em algum lugar. O jogador também é capaz de fazer com que Ico puxe a mão de Yorda pela mão para percorrer o ambiente mais rapidamente. Ademais, o jogador é incapaz de progredir no jogo até que ele leve Yorda a certas portas que somente ela é capaz de abrir.
A tarefa de escapar do castelo é dificultada pelas "criaturas-sombra" enviadas pela Rainha. Estas criaturas tentam levar Yorda a vórtices negros caso Ico deixe-a sozinha por muito tempo, ou se ela estiver em certas áreas do castelo. Ico pode dissipar essas criaturas usando um bastão ou uma espada e puxar Yorda para fora do vórtice caso ela tenha sido arrastada. Enquanto que as criaturas-sombra não podem ferir Ico, o jogo termina se caso Yorda seja totalmente engolida por algum vórtice; o jogador recomeça de um ponto de salvamento caso isto aconteça ou caso Ico caia de uma grande altura. Pontos de salvamento no jogo são representados por sofás de pedra nos quais ambos os protagonistas sentam para salvar o progresso. Nas versões japonesas e europeias do jogo, o jogador tem a oportunidade de reiniciar o jogo em um modo cooperativo local de dois jogadores, onde o segundo jogador joga como Yorda, ainda sob as mesmas limitações que a versão computadorizada da personagem.

## Enredo
Ico (イコ), um jovem garoto com um par de chifres em sua cabeça, é levado por um grupo de guerreiros para um castelo abandonado e trancado dentro de um sarcófago numa cripta para ser sacrificado. Momentos após a saída dos guerreiros, um tremor percorre o castelo e Ico é capaz de tomar vantagem disto para escapar do sarcófago. Enquanto ele explora o castelo, ele encontra Yorda (ヨルダ, Yoruda), uma garota presa numa jaula que fala em uma língua desconhecida. Ico ajuda Yorda a escapar e a defende de criaturas semelhantes a sombras. O par traça o seu caminho pelo castelo abandonado, eventualmente chegando à ponte que conduz á terra livre. Quando eles começam a atravessá-la, a Rainha, mãe de Yorda e dona do castelo, aparece e diz que Yorda é a sua filha e que ela não pode deixar o castelo. A rainha destrói parte da ponte; embora Yorda tente salvá-lo, Ico cai da ponte e perde a consciência.
Ico desperta abaixo do castelo e faz seu caminho de volta para os níveis superiores, encontrando uma espada mágica que dissipa as criaturas-sombra. Após descobrir que Yorda foi transformada em pedra pela Rainha, ele confronta a Rainha em sua sala do trono, que revela que planeja prolongar a sua vida tomando posse do corpo de Yorda. Ico e a Rainha travam uma batalha, com Ico perdendo ambos os chifres no processo. Ele consegue penetrar o peito da Rainha com a espada mágica, mas com a sua morte o castelo começa a desmoronar em torno de Ico, mas o feitiço da Rainha sobre Yorda é então quebrado e, agora como uma criatura-sombra, Yorda carrega Ico com segurança para fora do castelo e o coloca sobre um barco, enviando-o sozinho a uma praia próxima. Ico então acorda à beira-mar e vê o castelo em ruínas ao longe. Após andar um pouco pela praia, ele encontra Yorda em sua forma humana, deitada à mercê das ondas, que eventualmente acorda ao seu lado.

## Desenvolvimento

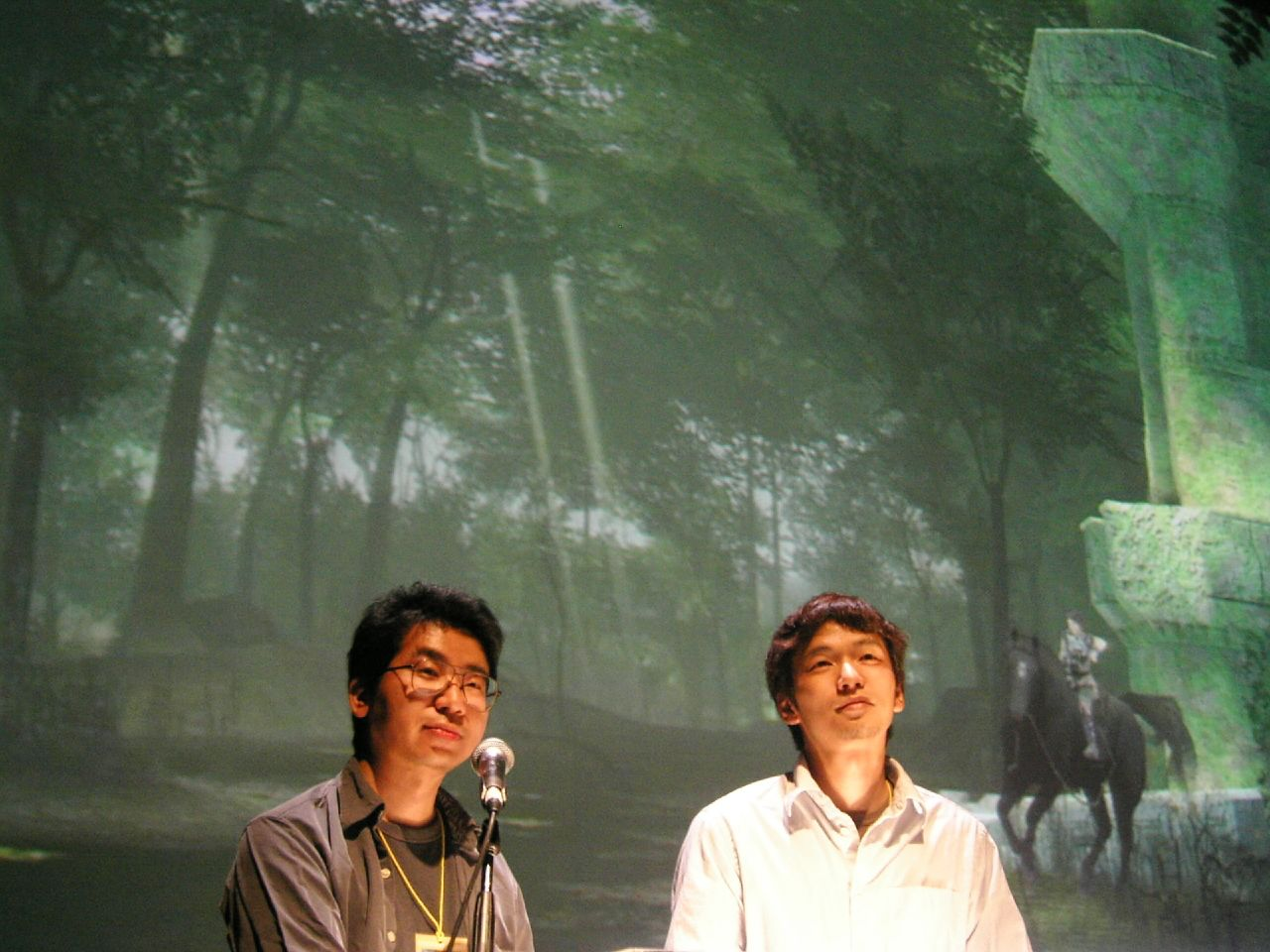
Kenji Kaido e Fumito Ueda, o time de criatividade por trás de Ico.

O designer-chefe Fumito Ueda idealizou o conceito de Ico em 1997, imaginando uma história de "garoto conhece garota" na qual os dois personagens principais iriam segurar as suas mãos durante a aventura, formando um vínculo entre eles sem comunicação. A inspiração principal de Ueda para Ico foi o jogo Another World (Outer World no Japão), de Eric Chahi, que utilizou cenas cinemáticas e carecia quaisquer elementos de head up display para simular um filme. Ele também possuiu uma conexão emocional entre dois personagens, apesar do uso mínimo de diálogo. Ueda também citou os jogos Lemmings, Flashback e o primeiro Prince of Persia como influências, especificamente em relação à animação e ao estilo de jogabilidade. Com o auxílio de um assistente, Ueda criou uma animação em Lightwave para ter uma ideia do jogo final e transmitir melhor sua visão. Em um vídeo demo de três minutos, Yorda possuía chifres ao invés de Ico, e criaturas robóticas voadoras foram vistas atirando armas para destruir o castelo. Ueda afirmou que a existência deste vídeo que representava a sua visão ajudou a manter o time no mesmo caminho durante o longo processo de desenvolvimento do jogo, e que ele recusou que esta técnica de desenvolvimento fosse usada em Shadow of the Colossus, o trabalho seguinte do time.
Ueda começou a trabalhar com Kenji Kaido em 1998 para desenvolver a ideia e lançar o jogo para o console PlayStation. A estética do design de Ico foi baseada em três noções-chave: fazer um jogo que seria diferente dos outros do gênero, possuir um estilo estético consistentemente artístico e criar um ambiente imaginário mas realístico para o enredo. Tais objetivos foram alcançados através do uso do "design de subtração"; eles removeram elementos do jogo que interferiam com os seus aspectos de realidade. Isto incluiu remover quaisquer formas de elementos de interface, mantendo a jogabilidade focada na fuga do castelo e reduzindo o número de tipos de inimigos no jogo para um único inimigo. Um desenho provisório do jogo mostrou Ico e Yorda lutando contra guerreiros com chifres semelhantes àqueles que levam Ico ao castelo. O jogo originalmente se focou na tentativa de Ico de retornar Yorda à sua sala do castelo após ela ter sido sequestrada por estes guerreiros. Ueda acreditou que esta versão possuía muitos detalhes para o motor gráfico que eles tinham desenvolvido e, seguindo o "design de subtração", trocou tais guerreiros pelas criaturas-sombra. Ueda também trouxe uma série de pessoas fora da indústria de jogos eletrônicos para ajudar no desenvolvimento. Estes consistiam de dois programadores, quatro artistas e um designer, além de Ueda e Kaido, formando a base do que agora é conhecido como Team Ico. Refletindo, Ueda notou que o "design de subtração" pode ter tirado muito do jogo, assim não o levando a um mesmo patamar mais tarde alcançado por Shadow of the Colossus.

A capa utilizada para o lançamento norte-americano de Ico. Foi chamada de uma das piores artes de capa de jogos eletrônicos se comparada com as capas utilizadas em outras regiões, e é considerada uma contribuição para as fracas vendas do jogo na América do Norte

Após dois anos de desenvolvimento, o time se deparou com as limitações do hardware do PlayStation e enfrentou uma escolha crítica: ou terminar o projeto com o que já estava feito, alterando a visão deles para que Ico se encaixasse nas restrições do hardware, ou continuar a explorar mais opções. O time decidiu permanecer com a visão de Ueda, e começou a trabalhar com a Emotion Engine do PlayStation 2, tirando vantagem das habilidades aperfeiçoadas da plataforma. A animação dos personagens foi concluída com a técnica de animação de key frame, ao contrário da mais comum técnica de captura de movimento. Ico é reconhecido como um dos primeiros jogos a incorporar o efeito bloom nos jogos eletrônicos, uma características que foi mais tarde usada em jogos da sétima geração. O jogo demorou cerca de quatro anos para ser criado e desenvolvido. Ueda deixou o final do enredo vago propositalmente, sem dizer se Yorda estava viva, se viajaria com Ico, ou se era simplesmente um sonho do protagonista.
A capa usada para os lançamentos no Japão e em regiões PAL foram desenhadas pelo próprio Ueda, e foi inspirada no artista surrealista Giorgio de Chirico e a sua obra intitulada A Nostalgia do Infinito. Ueda acreditava que "o mundo surrealista de Chirico combinava com o mundo alegórico de Ico". A versão norte-americana não possui nem esta capa e nem os recursos adicionais que ficam disponíveis após o jogador completar o jogo uma vez. A time de desenvolvimento foi incapaz de fornecer a capa de Ueda ou as características adicionais, como o modo de dois jogadores a tempo para a data de lançamento norte-americana planejada pela Sony, incluindo-os somente nos lançamentos no Japão e nas regiões PAL, que ocorreram posteriormente. Yasuhide Kobayashi, vice-presidente do estúdio japonês da Sony, acreditava que a arte da capa norte-americana e a falta de um título identificável inglês levou às vendas baixas do jogo nos Estados Unidos e afirmou planos para corrigir isso no lançamento de The Last Guardian. Para sua versão original, uma edição limitada do jogo estava disponível em regiões PAL que incluía uma embalagem de papelão contendo artworks do jogo e quatro cartas de arte dentro da caixa. Mais tarde, em 2006, o jogo foi relançado como uma edição normal em todas as regiões PAL, menos a França, após o lançamento de Shadow of the Colossus em 2005, sucessor espiritual de Ico, para que os jogadores "preenchenssem a lacuna em sua coleção".
Ico utiliza poucos diálogos em uma linguagem fictícia para contar a história do jogo. Os atores de voz incluíram Kazuhiro Shindō como Ico, Rieko Takahashi como Yorda, e Misa Watanabe como a Rainha. As falas de Ico e da Rainha são apresentadas em legendas em inglês ou japonês, dependendo da região de lançamento, mas o diálogo de Yorda é apresentado em uma linguagem simbólica. Ueda optou por não fornecer a tradução para as falas de Yorda, pois teria superado a barreira das diferenças de idioma entre Ico e Yorda, e prejudicaria o conceito de "mãos dadas" do jogo. Nos lançamentos não norte-americanos, a reprodução do jogo após a sua conclusão substitui a legendas simbólicas por legendas traduzidas.

## Outras mídias

### Romantização
Uma romantização do jogo intitulada Ico: Kiri no Shiro (ICO-霧の城-, Iko: Kiri no Shiro) foi lançada no Japão em 2004. A autora Miyuki Miyabe escreveu o romance devido à sua apreciação com o jogo.

### Conteúdoscrossover
Vestimentas (de ambos Ico e Yorda), adesivos, e efeitos de som de Ico foram lançados como parte de um pacote adicional de LittleBigPlanet, junto com materiais semelhantes de Shadow of the Colossus, depois de serem anunciados pela desenvolvedora do jogo Media Molecule, cerca de duas semanas antes.

### Trilha sonora
O áudio de Ico possui uma porção limitada de músicas e efeitos sonoros. A trilha sonora, Ico: Kiri no Naka no Senritsu (ICO～霧の中の旋律～, Iko Kiri no Naka no Senritsu), foi composta por Michiru Ōshima e lançada no Japão pela Sony Music Entertainment em 20 de fevereiro de 2002. O álbum foi distribuído pela Sony Music Entertainment Visual Works. A última faixa do álbum, "ICO -You Were There-", inclui um vocal do ex-membro da Libera Steven Geraghty.

## Recepção
Ico recebeu críticas positivas, tornou-se um sucesso cult entre os gamers. O jogo recebeu uma nota média de 90% nas revisões agregadas do site Metacritic. No Japão, a revista Famitsu deu a versão de PlayStation 2 do jogo uma nota 30 de 40. O jogo é considerado por alguns um dos maiores jogos eletrônicos de todos os tempos; a Edge o concedeu a 13ª colocação em sua lista de melhores jogos em 2007, enquanto que a IGN o deu a 57ª posição, e a 18ª posição em 2005 na lista dos "100 Melhores Jogos de Todos os Tempos". Ico tem sido usado como um exemplo de um jogo eletrônico que é uma obra de arte. Ueda comentou que era intenção dele distanciar Ico dos jogos eletrônicos convencionais devido à imagem negativa que os jogos eletrônicos estavam recebendo na época, para, assim, atrair mais pessoas à obra.
Vários críticos relacionaram Ico a outros jogos de aventura mais antigos e mais simples, como Prince of Persia e Tomb Raider, que procuravam evocar uma experiência emocional no jogador; o crítico David Smith da IGN comentou que, embora seja simples, a experiência do jogo é "quase indescritível". Os gráficos e som do jogo contribuíram fortemente para as críticas positivas dos críticos; Smith também denotou que "o visual, o som e o design original dos quebra-cabeças se juntam para fazer algo que é quase, se não completamente diferente de qualquer coisa no mercado, e é tão fantástico por isto". Muitos críticos ficaram impressionados com a expansividade e com os detalhes dados aos ambientes e a animação usada para os personagens principais, apesar do baixo número de polígonos, além do uso de efeitos de iluminação. O ambiente de Ico, composto por uma música simples e pela pequena atenção aos detalhes na dublagem dos personagens, foi também uma razão de elogios dos críticos. Charles Herold, do jornal New York Times, resumiu a sua crítica afirmando que "Ico não é um jogo perfeito, mas é um jogo de momentos perfeitos". Herold comentou mais tarde que Ico quebra o molde de jogos que geralmente envolvem companheiros. Na maioria dos jogos esses companheiros são invulneráveis e os jogadores geralmente não se preocupam com o destino dos personagens não jogáveis, mas Ico cria o senso de "confiança e fragilidade infantil" em torno de Yorda, e que isso leva ao personagem a ser "todo o foco do jogo".
O jogo é notado por seu simples sistema de combate que viria a "desapontar aqueles almejando fina profundidade mecânica", como afirmado por Miguel Lopez, da GameSpot. O seu design de quebra-cabeças foi elogiado por criar uma experiência recompensável para os jogadores que se esforçam pelos desafios sozinhos; Kristen Reed da Eurogamer, por exemplo, afirmou que "você procede voluntariamente, em silêncio, e a ilusão é perfeita: o jogo nunca lhe diz o que fazer, apesar de ele sempre lhe falar o que fazer". Ico foi também considerado um jogo curto, possuindo de sete a dez horas de duração ao todo, a qual a Game Revolution classificou como "dolorosamente curta" com "nenhuma rejogabilidade por fora dos desafios auto-impostos". Com isso, Matthew Keil da G4TV, comentou que "o jogo é tão 'forte', que muitos irão completá-lo em uma ou duas sessões". A ausência do conteúdo extra em sua versão norte-americana, que poderia ser acessada após a conclusão do jogo, foi considerada um ponto que diminuiu drasticamente a rejogabilidade do título.
Apesar dos elogios positivos, o título original não vendeu bem. Em 2009, apenas 700.000 cópias foram vendidas em todo o mundo, com 270.000 nos Estados Unidos. E a maior parte nas regiões PAL. Ueda considerou que seu projeto de "design de subtração" pode ter prejudicado o marketing do jogo, e como no momento do lançamento do jogo a promoção de jogos eletrônicos foram feitas principalmente através de screenshots, e como Ico não tinha qualquer exibição de jogabilidade, o jogo parecia desinteressante para os potenciais compradores.

### Prêmios
Ico recebeu várias aclamações da imprensa de jogos eletrônicos, sendo considerado um dos "Jogos do Ano" por várias publicações, apesar de competir com lançamentos como Halo, Metal Gear Solid 2: Sons of Liberty, e Grand Theft Auto III. O jogo recebeu três Game Developers Choice Awards em 2002, incluindo os prêmios de "Excelência em Design de Níveis", "Excelência em Artes Visuais" e "Jogo Destaque em Inovação". O jogo ganhou vários Interactive Achievement Awards da Academy of Interactive Arts & Sciences em 2002 para "Direção de Arte" e "Desenvolvimento de Personagens ou Enredo", e foi indicado aos prêmios de "Jogo do Ano", "Design de Jogo", "Design de Níveis" e "Design de Áudio".

## Legado
Vários designers de jogos, como Eiji Aonuma, Hideo Kojima e Jordan Mechner, citaram Ico como uma influência na aparência visual de seus jogos, incluindo The Legend of Zelda: Twilight Princess, Metal Gear Solid 3: Snake Eater e Prince of Persia: The Sands of Time, respectivamente. Marc Laidlaw, roteirista da série Half-Life, comentou que, dentre vários momentos memoráveis do jogo, o ponto no qual Yorda tenta salvar Ico de despencar da ponte danificada foi "um evento significante não só para o jogo, mas com também para a arte do design de jogos".[carece de fontes?] A desenvolvedora de jogos eletrônicos Naughty Dog teve Ico como parte de inspiração para desenvolver Uncharted 3. Vander Caballero acredita que Ico inspirou a jogabilidade de Papo & Yo. Os desenvolvedores de Brothers: A Tale of Two Sons e Rime têm Ico como uma influência central em seus projetos. Hidetaka Miyazaki, criador e diretor da série Souls, citou Ico como uma influência-chave para ele se envolver no desenvolvimento de jogos eletrônicos, afirmando que Ico "me despertou para as possibilidades do meio".
O diretor de cinema Guillermo del Toro citou ambos Ico e Shadow of the Colossus como "obras-prima" e uma parte de sua influência direcional. Jonny Greenwood da Radiohead, considera que Ico é o melhor jogo eletrônico da sua lista dos dez melhores jogos eletrônicos.

### Outros jogos
Shadow of the Colossus, lançado para o PlayStation 2 em outubro de 2005 no Japão e na América do Norte, foi desenvolvido pelo mesmo time que desenvolveu Ico. O jogo possui gráficos, jogabilidade e elementos de enredo semelhantes às de Ico. O jogo foi primeiramente referido por seu título de projeto "Nico" ("Ni" em japonês significa o número 2) até que o título final foi anunciado. Ueda, quando perguntado sobre a conexão entre os dois jogos, disse que Shadow of the Colossus é uma prequela de Ico, especificamente citando o final de Shadow no qual um garoto nasce com dois chifres.
O terceiro jogo da Team Ico, The Last Guardian foi originalmente anunciado como um jogo para o PlayStation 3 na Electronic Entertainment Expo 2009; o jogo centra-se na ligação entre um menino e uma grande criatura semelhante a um grifo com quem ele faz amizade, exigindo que o jogador coopere com a criatura para ambos se ajudarem a completar os enigmas do jogo. O jogo foi adiado várias vezes devido as limitações de hardware do PlayStation 3, e Ueda e vários outros membros da Team Ico saíram da Sony em 2012, porém Ueda e esses membros continuaram a trabalhar no jogo através de contratos de consultoria. Então o jogo começou a ser desenvolvido para o PlayStation 4 no mesmo ano, e foi anunciado novamente em 2015 para ser lançado em dezembro de 2016. Ueda também afirmou que "a essência do jogo está mais chegada à de Ico."

### Remasterização
Ico, junto com Shadow of the Colossus, receberam uma remasterização em alta definição para o PlayStation 3 que foi lançada em todo o mundo em setembro de 2011. Além de melhorias nos gráficos, foram adicionados nos jogos suporte de imagem estereoscopia 3D e troféus PlayStation através da PlayStation Network. Esta edição foi baseada na versão europeia, que inclui a capacidade de ver traduções do que Yorda diz, e um modo para dois jogadores na qual a primeira edição americana não tinha.[carece de fontes?] Nas regiões da América do Norte e da Europa, os dois jogos foram lançados como uma única coleção de varejo, enquanto que no Japão eles foram lançados como títulos separados. Ambos os jogos já foram lançados separadamente como títulos para download na loja PlayStation Network. O patch 1.01 que foi lançado para a versão digital em alta definição de Ico adicionou o recurso Remote Play, que permite que o jogo seja jogado no PlayStation Vita.